# Lista di asteroidi (686001-687000)
Di seguito una lista di asteroidi dal numero 686001  al 687000 con data di scoperta e scopritore.

## 686001–686100
| Nome   | Designazione provvisoria | Data di scoperta  | Scopritore                          |
| ------ | ------------------------ | ----------------- | ----------------------------------- |
| 686001 | 2010 GY207               | 9 aprile 2010     | Mount Lemmon Survey                 |
| 686002 | 2010 GR212               | 21 marzo 2015     | Pan-STARRS                          |
| 686003 | 2010 HX76                | 17 aprile 2010    | Mount Lemmon Survey                 |
| 686004 | 2010 HN103               | 20 aprile 2010    | Spacewatch                          |
| 686005 | 2010 HO105               | 28 gennaio 2004   | Spacewatch                          |
| 686006 | 2010 HB128               | 24 maggio 2011    | Pan-STARRS                          |
| 686007 | 2010 HE131               | 2 ottobre 2006    | Mount Lemmon Survey                 |
| 686008 | 2010 JJ34                | 6 maggio 2003     | Spacewatch                          |
| 686009 | 2010 JF35                | 20 novembre 2008  | Spacewatch                          |
| 686010 | 2010 JH37                | 8 maggio 2010     | Mount Lemmon Survey                 |
| 686011 | 2010 JW37                | 9 aprile 2010     | Mount Lemmon Survey                 |
| 686012 | 2010 JF44                | 9 aprile 2010     | Spacewatch                          |
| 686013 | 2010 JQ48                | 7 maggio 2010     | Mount Lemmon Survey                 |
| 686014 | 2010 JO76                | 6 maggio 2010     | Spacewatch                          |
| 686015 | 2010 JX77                | 20 ottobre 2007   | Mount Lemmon Survey                 |
| 686016 | 2010 JB121               | 12 maggio 2010    | Spacewatch                          |
| 686017 | 2010 JZ122               | 12 maggio 2010    | Mount Lemmon Survey                 |
| 686018 | 2010 JF156               | 11 maggio 2010    | Spacewatch                          |
| 686019 | 2010 JN158               | 14 maggio 2010    | Mount Lemmon Survey                 |
| 686020 | 2010 JS159               | 5 maggio 2010     | Mount Lemmon Survey                 |
| 686021 | 2010 JS161               | 7 maggio 2010     | Spacewatch                          |
| 686022 | 2010 JW162               | 8 maggio 2010     | Mount Lemmon Survey                 |
| 686023 | 2010 JZ162               | 8 maggio 2010     | Mount Lemmon Survey                 |
| 686024 | 2010 JT165               | 25 maggio 2015    | Pan-STARRS                          |
| 686025 | 2010 JO167               | 11 maggio 2010    | Mount Lemmon Survey                 |
| 686026 | 2010 JE168               | 8 maggio 2010     | Mount Lemmon Survey                 |
| 686027 | 2010 JO170               | 10 aprile 2010    | Mount Lemmon Survey                 |
| 686028 | 2010 JH179               | 22 novembre 2008  | Spacewatch                          |
| 686029 | 2010 JD197               | 5 marzo 2002      | LONEOS                              |
| 686030 | 2010 JT215               | 9 maggio 2010     | Mount Lemmon Survey                 |
| 686031 | 2010 KL37                | 7 maggio 2010     | Mount Lemmon Survey                 |
| 686032 | 2010 KF39                | 20 maggio 2010    | Spacewatch                          |
| 686033 | 2010 KT127               | 21 maggio 2010    | Mount Lemmon Survey                 |
| 686034 | 2010 KK140               | 7 maggio 2005     | Mount Lemmon Survey                 |
| 686035 | 2010 KA141               | 24 giugno 2015    | Pan-STARRS                          |
| 686036 | 2010 KP143               | 11 aprile 2002    | NEAT                                |
| 686037 | 2010 KF148               | 30 novembre 2011  | Spacewatch                          |
| 686038 | 2010 KW148               | 11 gennaio 2008   | Spacewatch                          |
| 686039 | 2010 KL153               | 8 ottobre 2012    | Pan-STARRS                          |
| 686040 | 2010 KQ156               | 11 luglio 2016    | Pan-STARRS                          |
| 686041 | 2010 KX157               | 25 gennaio 2014   | Pan-STARRS                          |
| 686042 | 2010 KF158               | 8 marzo 2014      | Mount Lemmon Survey                 |
| 686043 | 2010 LZ34                | 7 giugno 2010     | Spacewatch                          |
| 686044 | 2010 LX64                | 11 giugno 2010    | Spacewatch                          |
| 686045 | 2010 LP67                | 11 maggio 2010    | Mount Lemmon Survey                 |
| 686046 | 2010 LY105               | 26 agosto 2003    | Cerro Tololo Obs.                   |
| 686047 | 2010 LC107               | 20 gennaio 2009   | Spacewatch                          |
| 686048 | 2010 LP107               | 7 giugno 2010     | ESA OGS                             |
| 686049 | 2010 LG112               | 11 ottobre 2007   | Mount Lemmon Survey                 |
| 686050 | 2010 LY113               | 5 giugno 2010     | CSS                                 |
| 686051 | 2010 LU133               | 11 maggio 2010    | Mount Lemmon Survey                 |
| 686052 | 2010 LX135               | 28 luglio 2014    | Pan-STARRS                          |
| 686053 | 2010 LW138               | 10 marzo 2016     | Pan-STARRS                          |
| 686054 | 2010 LD149               | 23 maggio 2014    | Pan-STARRS                          |
| 686055 | 2010 LJ158               | 24 giugno 2014    | Pan-STARRS                          |
| 686056 | 2010 MH112               | 20 giugno 2010    | Mount Lemmon Survey                 |
| 686057 | 2010 MG129               | 30 marzo 2015     | Pan-STARRS                          |
| 686058 | 2010 NQ34                | 10 agosto 2015    | Pan-STARRS                          |
| 686059 | 2010 NE109               | 15 aprile 2010    | Spacewatch                          |
| 686060 | 2010 NA119               | 24 luglio 2015    | Pan-STARRS                          |
| 686061 | 2010 NV125               | 4 maggio 2014     | Mount Lemmon Survey                 |
| 686062 | 2010 NA127               | 27 maggio 2015    | CTIO-DECam                          |
| 686063 | 2010 NH132               | 20 gennaio 2017   | Pan-STARRS                          |
| 686064 | 2010 NY133               | 18 maggio 2015    | Pan-STARRS                          |
| 686065 | 2010 NL136               | 18 ottobre 2012   | Pan-STARRS                          |
| 686066 | 2010 OB5                 | 1 ottobre 2003    | LONEOS                              |
| 686067 | 2010 OE10                | Jul mese 16,      | C51                                 |
| 686068 | 2010 OS11                | Jul mese 17,      | C51                                 |
| 686069 | 2010 OX152               | 25 luglio 2015    | Pan-STARRS                          |
| 686070 | 2010 PD1                 | 19 luglio 2010    | Osservatorio astronomico di Maiorca |
| 686071 | 2010 PK1                 | 21 luglio 2001    | NEAT                                |
| 686072 | 2010 PA23                | 8 luglio 2003     | NEAT                                |
| 686073 | 2010 PT66                | 15 agosto 2010    | La Silla Obs.                       |
| 686074 | 2010 PJ80                | 12 agosto 2010    | Spacewatch                          |
| 686075 | 2010 PA88                | 12 settembre 2016 | Mount Lemmon Survey                 |
| 686076 | 2010 PF89                | 29 dicembre 2017  | Pan-STARRS                          |
| 686077 | 2010 PJ92                | 13 agosto 2010    | Spacewatch                          |
| 686078 | 2010 PZ92                | 12 agosto 2010    | Spacewatch                          |
| 686079 | 2010 QE                  | 1 febbraio 2009   | Spacewatch                          |
| 686080 | 2010 QO2                 | 30 agosto 2010    | Farra d'Isonzo                      |
| 686081 | 2010 QQ7                 | 19 giugno 2010    | Pan-STARRS                          |
| 686082 | 2010 RJ                  | 1 settembre 2010  | Mount Lemmon Survey                 |
| 686083 | 2010 RX                  | 1 settembre 2010  | Mount Lemmon Survey                 |
| 686084 | 2010 RR8                 | 12 dicembre 2006  | Spacewatch                          |
| 686085 | 2010 RH14                | 1 settembre 2010  | Mount Lemmon Survey                 |
| 686086 | 2010 RR17                | 19 agosto 2003    | CINEOS                              |
| 686087 | 2010 RY23                | 12 agosto 2010    | Spacewatch                          |
| 686088 | 2010 RE32                | 1 settembre 2010  | Mount Lemmon Survey                 |
| 686089 | 2010 RF32                | 1 settembre 2010  | Mount Lemmon Survey                 |
| 686090 | 2010 RN32                | 1 settembre 2010  | Mount Lemmon Survey                 |
| 686091 | 2010 RP33                | 1 settembre 2010  | Mount Lemmon Survey                 |
| 686092 | 2010 RS34                | 2 settembre 2010  | Mount Lemmon Survey                 |
| 686093 | 2010 RV37                | 4 settembre 2010  | S. Karge, R. Kling                  |
| 686094 | 2010 RS38                | 5 settembre 2010  | Mount Lemmon Survey                 |
| 686095 | 2010 RT41                | 7 febbraio 2008   | Spacewatch                          |
| 686096 | 2010 RC43                | 19 novembre 2006  | Spacewatch                          |
| 686097 | 2010 RL47                | 16 marzo 2005     | Mount Lemmon Survey                 |
| 686098 | 2010 RL57                | 5 settembre 2010  | Mount Lemmon Survey                 |
| 686099 | 2010 RU57                | 7 febbraio 2002   | Spacewatch                          |
| 686100 | 2010 RZ57                | 5 settembre 2010  | Mount Lemmon Survey                 |

## 686101–686200
| Nome   | Designazione provvisoria | Data di scoperta  | Scopritore                          |
| ------ | ------------------------ | ----------------- | ----------------------------------- |
| 686101 | 2010 RO61                | 6 settembre 2010  | Spacewatch                          |
| 686102 | 2010 RJ66                | 20 ottobre 2016   | Mount Lemmon Survey                 |
| 686103 | 2010 RH68                | 19 novembre 2007  | Spacewatch                          |
| 686104 | 2010 RD71                | 9 settembre 2010  | Osservatorio astronomico di Maiorca |
| 686105 | 2010 RK72                | 25 novembre 2006  | Spacewatch                          |
| 686106 | 2010 RC73                | 10 settembre 2010 | A. Lowe                             |
| 686107 | 2010 RO74                | 10 settembre 2010 | Mount Lemmon Survey                 |
| 686108 | 2010 RZ74                | 5 settembre 2010  | Mount Lemmon Survey                 |
| 686109 | 2010 RG77                | 11 settembre 2010 | Mount Lemmon Survey                 |
| 686110 | 2010 RH86                | 2 settembre 2010  | Mount Lemmon Survey                 |
| 686111 | 2010 RR86                | 2 settembre 2010  | Mount Lemmon Survey                 |
| 686112 | 2010 RU86                | 13 settembre 2005 | Spacewatch                          |
| 686113 | 2010 RY87                | 3 settembre 2010  | Mount Lemmon Survey                 |
| 686114 | 2010 RB91                | 10 settembre 2010 | Spacewatch                          |
| 686115 | 2010 RG91                | 10 settembre 2010 | Spacewatch                          |
| 686116 | 2010 RX94                | 2 novembre 2000   | Spacewatch                          |
| 686117 | 2010 RM95                | 12 settembre 2010 | Mount Lemmon Survey                 |
| 686118 | 2010 RP95                | 12 settembre 2010 | Mount Lemmon Survey                 |
| 686119 | 2010 RR105               | 10 ottobre 1999   | Spacewatch                          |
| 686120 | 2010 RN108               | 10 settembre 2010 | Mount Lemmon Survey                 |
| 686121 | 2010 RH111               | 11 settembre 2010 | Spacewatch                          |
| 686122 | 2010 RQ114               | 27 ottobre 2005   | Spacewatch                          |
| 686123 | 2010 RH117               | 11 settembre 2010 | Spacewatch                          |
| 686124 | 2010 RB125               | 12 settembre 2010 | Spacewatch                          |
| 686125 | 2010 RZ126               | 12 settembre 2010 | Spacewatch                          |
| 686126 | 2010 RQ127               | 14 agosto 2010    | Spacewatch                          |
| 686127 | 2010 RY128               | 3 settembre 2010  | Mount Lemmon Survey                 |
| 686128 | 2010 RV134               | 7 febbraio 2003   | C. Barbieri                         |
| 686129 | 2010 RZ134               | 1 novembre 2005   | Spacewatch                          |
| 686130 | 2010 RB136               | 20 agosto 2006    | NEAT                                |
| 686131 | 2010 RU140               | 4 settembre 2010  | Mount Lemmon Survey                 |
| 686132 | 2010 RS149               | 15 settembre 2010 | Spacewatch                          |
| 686133 | 2010 RF150               | 12 marzo 2002     | Spacewatch                          |
| 686134 | 2010 RT151               | 15 settembre 2010 | Spacewatch                          |
| 686135 | 2010 RZ152               | 15 settembre 2010 | Spacewatch                          |
| 686136 | 2010 RB153               | 15 settembre 2010 | Mount Lemmon Survey                 |
| 686137 | 2010 RK154               | 15 settembre 2010 | Spacewatch                          |
| 686138 | 2010 RK157               | 15 settembre 2010 | Spacewatch                          |
| 686139 | 2010 RA162               | 4 settembre 2010  | Mount Lemmon Survey                 |
| 686140 | 2010 RF163               | 24 agosto 2001    | NEAT                                |
| 686141 | 2010 RD169               | 2 settembre 2010  | Mount Lemmon Survey                 |
| 686142 | 2010 RE171               | 4 settembre 2010  | Spacewatch                          |
| 686143 | 2010 RL171               | 4 settembre 2010  | Mount Lemmon Survey                 |
| 686144 | 2010 RQ176               | 10 settembre 2010 | Spacewatch                          |
| 686145 | 2010 RE178               | 12 settembre 2010 | ESA OGS                             |
| 686146 | 2010 RO182               | 30 settembre 2010 | Mount Lemmon Survey                 |
| 686147 | 2010 RR188               | 11 settembre 2010 | Mount Lemmon Survey                 |
| 686148 | 2010 RE189               | 23 agosto 2003    | NEAT                                |
| 686149 | 2010 RW189               | 27 settembre 2006 | Mount Lemmon Survey                 |
| 686150 | 2010 RK190               | 14 settembre 2009 | Pan-STARRS                          |
| 686151 | 2010 RP190               | 25 novembre 2011  | Pan-STARRS                          |
| 686152 | 2010 RU191               | 2 novembre 2011   | Mount Lemmon Survey                 |
| 686153 | 2010 RE192               | 3 settembre 2010  | Mount Lemmon Survey                 |
| 686154 | 2010 RG192               | 2 settembre 2014  | Pan-STARRS                          |
| 686155 | 2010 RJ192               | 24 novembre 2011  | Mount Lemmon Survey                 |
| 686156 | 2010 RZ193               | 17 novembre 2017  | Mount Lemmon Survey                 |
| 686157 | 2010 RJ195               | 11 settembre 2010 | CSS                                 |
| 686158 | 2010 RP198               | 12 marzo 2013     | Spacewatch                          |
| 686159 | 2010 RR198               | 23 giugno 2015    | Pan-STARRS                          |
| 686160 | 2010 RL199               | 20 gennaio 2018   | Pan-STARRS                          |
| 686161 | 2010 RO199               | 10 gennaio 2018   | Pan-STARRS                          |
| 686162 | 2010 RE200               | 8 ottobre 2016    | Pan-STARRS                          |
| 686163 | 2010 RN200               | 27 novembre 2011  | Spacewatch                          |
| 686164 | 2010 RO200               | 24 dicembre 2017  | Pan-STARRS                          |
| 686165 | 2010 RA201               | 5 settembre 2010  | Mount Lemmon Survey                 |
| 686166 | 2010 RC202               | 17 luglio 2016    | Pan-STARRS                          |
| 686167 | 2010 RE202               | 28 maggio 2014    | Pan-STARRS                          |
| 686168 | 2010 RL202               | 21 maggio 2014    | Mount Lemmon Survey                 |
| 686169 | 2010 RR202               | 16 gennaio 2018   | Pan-STARRS                          |
| 686170 | 2010 RV202               | 7 maggio 2014     | Pan-STARRS                          |
| 686171 | 2010 RW202               | 29 dicembre 2017  | Pan-STARRS                          |
| 686172 | 2010 RO203               | 2 ottobre 2016    | Mount Lemmon Survey                 |
| 686173 | 2010 RH207               | 10 dicembre 2014  | Pan-STARRS                          |
| 686174 | 2010 RQ207               | 23 marzo 2004     | Spacewatch                          |
| 686175 | 2010 RB208               | 2 settembre 2010  | Mount Lemmon Survey                 |
| 686176 | 2010 RG209               | 2 settembre 2010  | Mount Lemmon Survey                 |
| 686177 | 2010 RU209               | 4 settembre 2010  | Mount Lemmon Survey                 |
| 686178 | 2010 RE210               | 1 settembre 2010  | Mount Lemmon Survey                 |
| 686179 | 2010 RS212               | 5 settembre 2010  | Mount Lemmon Survey                 |
| 686180 | 2010 RA214               | 14 settembre 2010 | Spacewatch                          |
| 686181 | 2010 RQ214               | 2 settembre 2010  | Mount Lemmon Survey                 |
| 686182 | 2010 RC215               | 4 settembre 2010  | Mount Lemmon Survey                 |
| 686183 | 2010 RD219               | 11 settembre 2010 | Mount Lemmon Survey                 |
| 686184 | 2010 RO219               | 3 settembre 2010  | Mount Lemmon Survey                 |
| 686185 | 2010 RR219               | 4 settembre 2010  | Mount Lemmon Survey                 |
| 686186 | 2010 RT219               | 10 settembre 2010 | Spacewatch                          |
| 686187 | 2010 RL220               | 3 settembre 2010  | Mount Lemmon Survey                 |
| 686188 | 2010 RS220               | 14 settembre 2010 | Spacewatch                          |
| 686189 | 2010 RE223               | 10 agosto 2010    | Spacewatch                          |
| 686190 | 2010 RR224               | 4 settembre 2010  | Mount Lemmon Survey                 |
| 686191 | 2010 RT225               | 18 gennaio 2012   | Mount Lemmon Survey                 |
| 686192 | 2010 SJ1                 | 16 settembre 2010 | Mount Lemmon Survey                 |
| 686193 | 2010 SX1                 | 16 settembre 2010 | Mount Lemmon Survey                 |
| 686194 | 2010 SK4                 | 27 febbraio 2007  | Spacewatch                          |
| 686195 | 2010 SP4                 | 16 settembre 2010 | Spacewatch                          |
| 686196 | 2010 SH5                 | 16 settembre 2010 | Mount Lemmon Survey                 |
| 686197 | 2010 ST7                 | 26 febbraio 2008  | Mount Lemmon Survey                 |
| 686198 | 2010 SS10                | 17 settembre 2010 | Mount Lemmon Survey                 |
| 686199 | 2010 SU10                | 17 settembre 2010 | A. Asami, S. Okumura                |
| 686200 | 2010 SE16                | 29 settembre 2010 | Mount Lemmon Survey                 |

## 686201–686300
| Nome   | Designazione provvisoria | Data di scoperta  | Scopritore                          |
| ------ | ------------------------ | ----------------- | ----------------------------------- |
| 686201 | 2010 SZ18                | 27 settembre 2010 | Spacewatch                          |
| 686202 | 2010 SF22                | 25 aprile 2006    | Mount Lemmon Survey                 |
| 686203 | 2010 SZ24                | 19 marzo 2009     | Spacewatch                          |
| 686204 | 2010 SM29                | 15 agosto 2006    | NEAT                                |
| 686205 | 2010 SX29                | 29 settembre 2010 | Osservatorio astronomico di Maiorca |
| 686206 | 2010 SC32                | 30 settembre 2010 | Mount Lemmon Survey                 |
| 686207 | 2010 ST34                | 30 settembre 2010 | Mount Lemmon Survey                 |
| 686208 | 2010 SY34                | 17 settembre 2010 | Spacewatch                          |
| 686209 | 2010 SF40                | 20 novembre 2006  | Spacewatch                          |
| 686210 | 2010 SQ40                | 9 ottobre 2005    | Spacewatch                          |
| 686211 | 2010 SE42                | 17 settembre 2010 | Mount Lemmon Survey                 |
| 686212 | 2010 SQ44                | 19 settembre 2010 | Spacewatch                          |
| 686213 | 2010 SZ44                | 16 settembre 2010 | Spacewatch                          |
| 686214 | 2010 SL46                | 18 settembre 2010 | Mount Lemmon Survey                 |
| 686215 | 2010 SA47                | 10 febbraio 2013  | Pan-STARRS                          |
| 686216 | 2010 SM47                | 7 febbraio 2013   | Spacewatch                          |
| 686217 | 2010 SB48                | 6 marzo 2013      | Pan-STARRS                          |
| 686218 | 2010 SM48                | 30 settembre 2010 | Mount Lemmon Survey                 |
| 686219 | 2010 SS50                | 14 dicembre 2015  | Mount Lemmon Survey                 |
| 686220 | 2010 SZ50                | 19 marzo 2013     | Pan-STARRS                          |
| 686221 | 2010 SG51                | 16 settembre 2010 | Spacewatch                          |
| 686222 | 2010 SJ51                | 9 settembre 2015  | M. Altmann, T. Prusti               |
| 686223 | 2010 SU52                | 18 settembre 2015 | Mount Lemmon Survey                 |
| 686224 | 2010 SV52                | 17 settembre 2010 | Mount Lemmon Survey                 |
| 686225 | 2010 SZ54                | 18 settembre 2010 | Mount Lemmon Survey                 |
| 686226 | 2010 SV55                | 18 settembre 2010 | Mount Lemmon Survey                 |
| 686227 | 2010 SY55                | 16 settembre 2010 | Mount Lemmon Survey                 |
| 686228 | 2010 SX57                | 18 settembre 2010 | Mount Lemmon Survey                 |
| 686229 | 2010 SY57                | 18 settembre 2010 | Mount Lemmon Survey                 |
| 686230 | 2010 SA58                | 17 settembre 2010 | Mount Lemmon Survey                 |
| 686231 | 2010 SE60                | 17 settembre 2010 | Mount Lemmon Survey                 |
| 686232 | 2010 SP60                | 17 settembre 2010 | Mount Lemmon Survey                 |
| 686233 | 2010 SN61                | 16 settembre 2010 | Mount Lemmon Survey                 |
| 686234 | 2010 SJ63                | 29 settembre 2010 | Mount Lemmon Survey                 |
| 686235 | 2010 SL63                | 16 settembre 2010 | Mount Lemmon Survey                 |
| 686236 | 2010 SW63                | 17 settembre 2010 | Mount Lemmon Survey                 |
| 686237 | 2010 SV64                | 16 settembre 2010 | Spacewatch                          |
| 686238 | 2010 SG66                | 17 settembre 2010 | Mount Lemmon Survey                 |
| 686239 | 2010 TS5                 | 16 settembre 2010 | Spacewatch                          |
| 686240 | 2010 TD6                 | 5 marzo 2008      | Mount Lemmon Survey                 |
| 686241 | 2010 TM7                 | 1 ottobre 2010    | Spacewatch                          |
| 686242 | 2010 TR7                 | 1 ottobre 2010    | Spacewatch                          |
| 686243 | 2010 TF9                 | 20 aprile 2009    | Mount Lemmon Survey                 |
| 686244 | 2010 TE26                | 19 aprile 2009    | Mount Lemmon Survey                 |
| 686245 | 2010 TF28                | 29 ottobre 2005   | Mount Lemmon Survey                 |
| 686246 | 2010 TE31                | 14 settembre 2010 | Spacewatch                          |
| 686247 | 2010 TG42                | 2 ottobre 2010    | Spacewatch                          |
| 686248 | 2010 TD43                | 10 settembre 2010 | Spacewatch                          |
| 686249 | 2010 TW45                | 3 ottobre 2010    | Spacewatch                          |
| 686250 | 2010 TU60                | 2 settembre 2010  | Mount Lemmon Survey                 |
| 686251 | 2010 TM61                | 7 ottobre 2010    | Mount Lemmon Survey                 |
| 686252 | 2010 TP61                | 15 settembre 2010 | Mount Lemmon Survey                 |
| 686253 | 2010 TN69                | 10 settembre 2010 | Spacewatch                          |
| 686254 | 2010 TW74                | 8 ottobre 2010    | Spacewatch                          |
| 686255 | 2010 TM76                | 16 agosto 2001    | NEAT                                |
| 686256 | 2010 TB87                | 13 febbraio 2008  | Spacewatch                          |
| 686257 | 2010 TY87                | 1 ottobre 2010    | Mount Lemmon Survey                 |
| 686258 | 2010 TU92                | 2 settembre 2010  | Mount Lemmon Survey                 |
| 686259 | 2010 TH94                | 31 ottobre 2005   | Mount Lemmon Survey                 |
| 686260 | 2010 TH98                | 9 ottobre 2010    | Mount Lemmon Survey                 |
| 686261 | 2010 TE100               | 1 ottobre 2010    | Mount Lemmon Survey                 |
| 686262 | 2010 TL100               | 1 ottobre 2010    | Mount Lemmon Survey                 |
| 686263 | 2010 TF101               | 1 ottobre 2005    | Mount Lemmon Survey                 |
| 686264 | 2010 TO102               | 30 settembre 2010 | Mount Lemmon Survey                 |
| 686265 | 2010 TK107               | 9 ottobre 2010    | Mount Lemmon Survey                 |
| 686266 | 2010 TP107               | 4 settembre 2010  | Spacewatch                          |
| 686267 | 2010 TF109               | 9 ottobre 2010    | Mount Lemmon Survey                 |
| 686268 | 2010 TB111               | 9 ottobre 2010    | Mount Lemmon Survey                 |
| 686269 | 2010 TO111               | 10 settembre 2010 | Spacewatch                          |
| 686270 | 2010 TY112               | 30 agosto 2005    | Spacewatch                          |
| 686271 | 2010 TE124               | 10 ottobre 2010   | Spacewatch                          |
| 686272 | 2010 TS129               | 11 ottobre 2010   | CSS                                 |
| 686273 | 2010 TZ132               | 11 ottobre 2010   | Mount Lemmon Survey                 |
| 686274 | 2010 TX136               | 10 febbraio 2007  | Mount Lemmon Survey                 |
| 686275 | 2010 TA137               | 11 ottobre 2010   | Mount Lemmon Survey                 |
| 686276 | 2010 TF137               | 11 ottobre 2010   | Mount Lemmon Survey                 |
| 686277 | 2010 TG138               | 11 ottobre 2010   | Mount Lemmon Survey                 |
| 686278 | 2010 TP142               | 11 ottobre 2010   | Mount Lemmon Survey                 |
| 686279 | 2010 TW148               | 12 ottobre 2010   | T. Glinos                           |
| 686280 | 2010 TP159               | 11 marzo 2008     | Spacewatch                          |
| 686281 | 2010 TN160               | 10 ottobre 2010   | Mount Lemmon Survey                 |
| 686282 | 2010 TQ165               | 29 settembre 2010 | Mount Lemmon Survey                 |
| 686283 | 2010 TX178               | 1 ottobre 2010    | Mount Lemmon Survey                 |
| 686284 | 2010 TQ187               | 25 ottobre 2005   | Mount Lemmon Survey                 |
| 686285 | 2010 TU194               | 3 settembre 2010  | Mount Lemmon Survey                 |
| 686286 | 2010 TX196               | 1 febbraio 2012   | CSS                                 |
| 686287 | 2010 TU197               | 31 gennaio 2012   | CSS                                 |
| 686288 | 2010 TP198               | 19 marzo 2013     | Pan-STARRS                          |
| 686289 | 2010 TG199               | 13 ottobre 2010   | Mount Lemmon Survey                 |
| 686290 | 2010 TV201               | 11 ottobre 2010   | Mount Lemmon Survey                 |
| 686291 | 2010 TK204               | 13 ottobre 2010   | Mount Lemmon Survey                 |
| 686292 | 2010 TX204               | 13 marzo 2013     | Pan-STARRS                          |
| 686293 | 2010 TJ205               | 4 marzo 2013      | Pan-STARRS                          |
| 686294 | 2010 TT205               | 10 ottobre 2016   | Mount Lemmon Survey                 |
| 686295 | 2010 TV205               | 23 maggio 2014    | Pan-STARRS                          |
| 686296 | 2010 TM206               | 21 febbraio 2017  | Pan-STARRS                          |
| 686297 | 2010 TN207               | 16 gennaio 2018   | Pan-STARRS                          |
| 686298 | 2010 TR207               | 10 agosto 2015    | Pan-STARRS                          |
| 686299 | 2010 TS207               | 23 maggio 2014    | Pan-STARRS                          |
| 686300 | 2010 TH208               | 27 giugno 2015    | Pan-STARRS                          |

## 686301–686400
| Nome   | Designazione provvisoria | Data di scoperta  | Scopritore                          |
| ------ | ------------------------ | ----------------- | ----------------------------------- |
| 686301 | 2010 TB210               | 14 ottobre 2010   | Mount Lemmon Survey                 |
| 686302 | 2010 TM212               | 9 ottobre 2010    | Spacewatch                          |
| 686303 | 2010 TX213               | 13 settembre 2004 | Spacewatch                          |
| 686304 | 2010 TT214               | 1 ottobre 2010    | Mount Lemmon Survey                 |
| 686305 | 2010 TW214               | 11 ottobre 2010   | Mount Lemmon Survey                 |
| 686306 | 2010 TX214               | 12 ottobre 2010   | Mount Lemmon Survey                 |
| 686307 | 2010 TZ214               | 13 ottobre 2010   | Mount Lemmon Survey                 |
| 686308 | 2010 TB215               | 2 ottobre 2010    | Mount Lemmon Survey                 |
| 686309 | 2010 TG215               | 13 ottobre 2010   | Mount Lemmon Survey                 |
| 686310 | 2010 TH215               | 14 ottobre 2010   | Mount Lemmon Survey                 |
| 686311 | 2010 TP215               | 2 ottobre 2010    | Spacewatch                          |
| 686312 | 2010 TD218               | 13 ottobre 2010   | Mount Lemmon Survey                 |
| 686313 | 2010 TH218               | 13 ottobre 2010   | Mount Lemmon Survey                 |
| 686314 | 2010 TL218               | 13 ottobre 2010   | Mount Lemmon Survey                 |
| 686315 | 2010 TZ218               | 13 ottobre 2010   | Mount Lemmon Survey                 |
| 686316 | 2010 TK220               | 13 ottobre 2010   | Mount Lemmon Survey                 |
| 686317 | 2010 TO221               | 11 ottobre 2010   | Mount Lemmon Survey                 |
| 686318 | 2010 TX221               | 12 ottobre 2010   | Mount Lemmon Survey                 |
| 686319 | 2010 TM224               | 3 ottobre 2010    | Spacewatch                          |
| 686320 | 2010 TA227               | 9 ottobre 2010    | CSS                                 |
| 686321 | 2010 TQ227               | 12 ottobre 2010   | Mount Lemmon Survey                 |
| 686322 | 2010 TF228               | 13 ottobre 2010   | Mount Lemmon Survey                 |
| 686323 | 2010 TY229               | 14 ottobre 2010   | Mount Lemmon Survey                 |
| 686324 | 2010 TE231               | 14 ottobre 2010   | Mount Lemmon Survey                 |
| 686325 | 2010 TS231               | 13 ottobre 2010   | Spacewatch                          |
| 686326 | 2010 TB232               | 13 ottobre 2010   | Mount Lemmon Survey                 |
| 686327 | 2010 TJ232               | 1 ottobre 2010    | Mount Lemmon Survey                 |
| 686328 | 2010 TL233               | 4 dicembre 2016   | Mount Lemmon Survey                 |
| 686329 | 2010 TA236               | 12 ottobre 2010   | Mount Lemmon Survey                 |
| 686330 | 2010 TR237               | 10 ottobre 2010   | Spacewatch                          |
| 686331 | 2010 UE2                 | 16 settembre 2006 | Spacewatch                          |
| 686332 | 2010 UW2                 | 17 settembre 2010 | Mount Lemmon Survey                 |
| 686333 | 2010 UW9                 | 28 agosto 2006    | LONEOS                              |
| 686334 | 2010 UP20                | 28 ottobre 2010   | Mount Lemmon Survey                 |
| 686335 | 2010 UU23                | 28 ottobre 2010   | Mount Lemmon Survey                 |
| 686336 | 2010 UM28                | 28 ottobre 2010   | Mount Lemmon Survey                 |
| 686337 | 2010 UP28                | 28 ottobre 2010   | Mount Lemmon Survey                 |
| 686338 | 2010 UV36                | 29 ottobre 2010   | Mount Lemmon Survey                 |
| 686339 | 2010 UP38                | 29 ottobre 2010   | Z. Kuli, K. Sárneczky               |
| 686340 | 2010 US42                | 30 ottobre 2010   | Mount Lemmon Survey                 |
| 686341 | 2010 UV44                | 16 marzo 2007     | Mount Lemmon Survey                 |
| 686342 | 2010 UJ45                | 13 ottobre 2010   | Mount Lemmon Survey                 |
| 686343 | 2010 UZ47                | 17 settembre 2010 | Mount Lemmon Survey                 |
| 686344 | 2010 UB48                | 30 ottobre 2010   | Z. Kuli, K. Sárneczky               |
| 686345 | 2010 UH65                | 4 marzo 2017      | Pan-STARRS                          |
| 686346 | 2010 UK67                | 31 ottobre 2010   | Mount Lemmon Survey                 |
| 686347 | 2010 UA72                | 18 settembre 2010 | Mount Lemmon Survey                 |
| 686348 | 2010 UH75                | 30 ottobre 2010   | Mount Lemmon Survey                 |
| 686349 | 2010 UM82                | 28 agosto 2006    | Spacewatch                          |
| 686350 | 2010 UL84                | 9 ottobre 2010    | Mount Lemmon Survey                 |
| 686351 | 2010 UB91                | 27 settembre 2006 | Mount Lemmon Survey                 |
| 686352 | 2010 UK91                | 31 ottobre 2010   | Spacewatch                          |
| 686353 | 2010 UU99                | 11 settembre 2010 | Mount Lemmon Survey                 |
| 686354 | 2010 UK104               | 2 novembre 2010   | Mount Lemmon Survey                 |
| 686355 | 2010 UK107               | 3 novembre 2010   | Mount Lemmon Survey                 |
| 686356 | 2010 UR109               | 29 ottobre 2010   | Spacewatch                          |
| 686357 | 2010 UU109               | 31 ottobre 2010   | Spacewatch                          |
| 686358 | 2010 UB111               | 17 ottobre 2010   | Mount Lemmon Survey                 |
| 686359 | 2010 UA112               | 29 ottobre 2010   | Spacewatch                          |
| 686360 | 2010 UL112               | 10 aprile 2013    | Pan-STARRS                          |
| 686361 | 2010 UV112               | 25 gennaio 2006   | Spacewatch                          |
| 686362 | 2010 UA113               | 30 ottobre 2010   | Mount Lemmon Survey                 |
| 686363 | 2010 UJ113               | 28 ottobre 2010   | Mount Lemmon Survey                 |
| 686364 | 2010 UN116               | 30 ottobre 2010   | Mount Lemmon Survey                 |
| 686365 | 2010 UU116               | 12 gennaio 2018   | Pan-STARRS                          |
| 686366 | 2010 UW117               | 29 ottobre 2010   | Mount Lemmon Survey                 |
| 686367 | 2010 UX117               | 31 ottobre 2010   | Mount Lemmon Survey                 |
| 686368 | 2010 UN120               | 31 ottobre 2010   | Mount Lemmon Survey                 |
| 686369 | 2010 UW120               | 17 ottobre 2010   | Mount Lemmon Survey                 |
| 686370 | 2010 UY120               | 30 ottobre 2010   | Mount Lemmon Survey                 |
| 686371 | 2010 UQ121               | 29 ottobre 2010   | Mount Lemmon Survey                 |
| 686372 | 2010 UR121               | 28 ottobre 2010   | Mount Lemmon Survey                 |
| 686373 | 2010 UE122               | 31 ottobre 2010   | Spacewatch                          |
| 686374 | 2010 UX122               | 30 ottobre 2010   | Mount Lemmon Survey                 |
| 686375 | 2010 UQ123               | 30 ottobre 2010   | Mount Lemmon Survey                 |
| 686376 | 2010 UR123               | 30 ottobre 2010   | Mount Lemmon Survey                 |
| 686377 | 2010 UG124               | 29 ottobre 2010   | Mount Lemmon Survey                 |
| 686378 | 2010 UZ126               | 30 ottobre 2010   | Mount Lemmon Survey                 |
| 686379 | 2010 UE127               | 28 ottobre 2010   | Mount Lemmon Survey                 |
| 686380 | 2010 UE130               | 19 ottobre 2010   | Mount Lemmon Survey                 |
| 686381 | 2010 UE132               | 17 ottobre 2010   | Mount Lemmon Survey                 |
| 686382 | 2010 UJ132               | 17 ottobre 2010   | Mount Lemmon Survey                 |
| 686383 | 2010 UL132               | 31 ottobre 2010   | Mount Lemmon Survey                 |
| 686384 | 2010 UW132               | 30 ottobre 2010   | Spacewatch                          |
| 686385 | 2010 UJ133               | 30 ottobre 2010   | Mount Lemmon Survey                 |
| 686386 | 2010 UK133               | 17 ottobre 2010   | Mount Lemmon Survey                 |
| 686387 | 2010 UR133               | 29 ottobre 2010   | Mount Lemmon Survey                 |
| 686388 | 2010 UH135               | 30 aprile 2008    | Mount Lemmon Survey                 |
| 686389 | 2010 UM136               | 1 gennaio 2012    | Mount Lemmon Survey                 |
| 686390 | 2010 VP1                 | 13 ottobre 2010   | Mount Lemmon Survey                 |
| 686391 | 2010 VQ3                 | 1 novembre 2010   | Mount Lemmon Survey                 |
| 686392 | 2010 VD6                 | 10 marzo 2007     | Mount Lemmon Survey                 |
| 686393 | 2010 VP12                | 17 ottobre 2010   | Mount Lemmon Survey                 |
| 686394 | 2010 VR12                | 17 settembre 2010 | Mount Lemmon Survey                 |
| 686395 | 2010 VO30                | 3 novembre 2010   | CSS                                 |
| 686396 | 2010 VK31                | 3 novembre 2010   | Mount Lemmon Survey                 |
| 686397 | 2010 VL39                | 5 novembre 2010   | Osservatorio astronomico di Maiorca |
| 686398 | 2010 VW50                | 11 ottobre 2010   | Spacewatch                          |
| 686399 | 2010 VF53                | 3 novembre 2010   | Mount Lemmon Survey                 |
| 686400 | 2010 VG54                | 11 settembre 2010 | Mount Lemmon Survey                 |

## 686401–686500
| Nome   | Designazione provvisoria | Data di scoperta  | Scopritore                          |
| ------ | ------------------------ | ----------------- | ----------------------------------- |
| 686401 | 2010 VR55                | 3 settembre 2010  | Mount Lemmon Survey                 |
| 686402 | 2010 VU56                | 3 novembre 2010   | Mount Lemmon Survey                 |
| 686403 | 2010 VE58                | 4 novembre 2010   | Mount Lemmon Survey                 |
| 686404 | 2010 VL59                | 13 ottobre 2010   | Mount Lemmon Survey                 |
| 686405 | 2010 VD64                | 6 novembre 2010   | Mount Lemmon Survey                 |
| 686406 | 2010 VU84                | 5 novembre 2010   | Spacewatch                          |
| 686407 | 2010 VG85                | 5 novembre 2010   | Spacewatch                          |
| 686408 | 2010 VT92                | 31 ottobre 2010   | Mount Lemmon Survey                 |
| 686409 | 2010 VT96                | 31 ottobre 2010   | Spacewatch                          |
| 686410 | 2010 VE102               | 5 novembre 2010   | Spacewatch                          |
| 686411 | 2010 VO105               | 5 novembre 2010   | Mount Lemmon Survey                 |
| 686412 | 2010 VQ125               | 8 novembre 2010   | Spacewatch                          |
| 686413 | 2010 VL126               | 8 novembre 2010   | Spacewatch                          |
| 686414 | 2010 VC135               | 5 novembre 2010   | Spacewatch                          |
| 686415 | 2010 VR136               | 14 ottobre 2010   | Mount Lemmon Survey                 |
| 686416 | 2010 VX137               | 11 novembre 2010  | Spacewatch                          |
| 686417 | 2010 VT138               | 4 novembre 2010   | Osservatorio astronomico di Maiorca |
| 686418 | 2010 VQ140               | 5 novembre 2010   | Mount Lemmon Survey                 |
| 686419 | 2010 VZ141               | 6 novembre 2010   | Mount Lemmon Survey                 |
| 686420 | 2010 VB146               | 6 novembre 2010   | Mount Lemmon Survey                 |
| 686421 | 2010 VE149               | 6 novembre 2010   | Mount Lemmon Survey                 |
| 686422 | 2010 VM150               | 6 novembre 2010   | Mount Lemmon Survey                 |
| 686423 | 2010 VO156               | 30 ottobre 2010   | Spacewatch                          |
| 686424 | 2010 VO157               | 13 ottobre 2010   | Mount Lemmon Survey                 |
| 686425 | 2010 VZ161               | 10 novembre 2010  | Spacewatch                          |
| 686426 | 2010 VP163               | 10 novembre 2010  | Spacewatch                          |
| 686427 | 2010 VO166               | 10 novembre 2010  | Mount Lemmon Survey                 |
| 686428 | 2010 VY169               | 10 novembre 2010  | Mount Lemmon Survey                 |
| 686429 | 2010 VP170               | 1 novembre 2010   | Spacewatch                          |
| 686430 | 2010 VO172               | 10 novembre 2010  | Mount Lemmon Survey                 |
| 686431 | 2010 VA182               | 11 novembre 2010  | Mount Lemmon Survey                 |
| 686432 | 2010 VJ184               | 13 novembre 2010  | Mount Lemmon Survey                 |
| 686433 | 2010 VW186               | 21 giugno 2009    | Mount Lemmon Survey                 |
| 686434 | 2010 VO187               | 13 novembre 2010  | Mount Lemmon Survey                 |
| 686435 | 2010 VY192               | 11 novembre 2010  | Mount Lemmon Survey                 |
| 686436 | 2010 VA194               | 13 novembre 2010  | Mount Lemmon Survey                 |
| 686437 | 2010 VW195               | 12 novembre 2010  | Mount Lemmon Survey                 |
| 686438 | 2010 VL207               | 17 ottobre 2010   | Mount Lemmon Survey                 |
| 686439 | 2010 VC208               | 29 ottobre 2010   | Spacewatch                          |
| 686440 | 2010 VC209               | 4 novembre 2010   | Mount Lemmon Survey                 |
| 686441 | 2010 VA210               | 3 novembre 2010   | Mount Lemmon Survey                 |
| 686442 | 2010 VM211               | 27 gennaio 2012   | V. Gerke                            |
| 686443 | 2010 VA213               | 11 settembre 2004 | Spacewatch                          |
| 686444 | 2010 VR216               | 4 gennaio 2006    | Spacewatch                          |
| 686445 | 2010 VT216               | 4 novembre 2010   | Mount Lemmon Survey                 |
| 686446 | 2010 VA222               | 13 novembre 2010  | Mount Lemmon Survey                 |
| 686447 | 2010 VU225               | 10 marzo 2008     | Spacewatch                          |
| 686448 | 2010 VP226               | 17 settembre 2010 | Mount Lemmon Survey                 |
| 686449 | 2010 VR226               | 1 novembre 2010   | Mount Lemmon Survey                 |
| 686450 | 2010 VV226               | 2 novembre 2010   | Mount Lemmon Survey                 |
| 686451 | 2010 VL231               | 19 aprile 2013    | Pan-STARRS                          |
| 686452 | 2010 VA232               | 12 novembre 2010  | Mount Lemmon Survey                 |
| 686453 | 2010 VD233               | 4 giugno 2014     | Pan-STARRS                          |
| 686454 | 2010 VF239               | 8 novembre 2010   | Mount Lemmon Survey                 |
| 686455 | 2010 VS239               | 12 novembre 2010  | Spacewatch                          |
| 686456 | 2010 VL240               | 27 giugno 2014    | Pan-STARRS                          |
| 686457 | 2010 VF241               | 27 giugno 2014    | Pan-STARRS                          |
| 686458 | 2010 VR241               | 29 dicembre 2011  | Mount Lemmon Survey                 |
| 686459 | 2010 VB242               | 10 novembre 2010  | Mount Lemmon Survey                 |
| 686460 | 2010 VO242               | 19 settembre 1998 | SDSS Collaboration                  |
| 686461 | 2010 VJ244               | 10 novembre 2010  | Mount Lemmon Survey                 |
| 686462 | 2010 VV244               | 3 novembre 2016   | Pan-STARRS                          |
| 686463 | 2010 VH245               | 27 novembre 2014  | Pan-STARRS                          |
| 686464 | 2010 VM248               | 11 settembre 2015 | Pan-STARRS                          |
| 686465 | 2010 VX248               | 2 novembre 2010   | Mount Lemmon Survey                 |
| 686466 | 2010 VN251               | 11 novembre 2010  | Mount Lemmon Survey                 |
| 686467 | 2010 VV251               | 1 novembre 2010   | Mount Lemmon Survey                 |
| 686468 | 2010 VH252               | 13 novembre 2010  | Spacewatch                          |
| 686469 | 2010 VY253               | 6 novembre 2010   | Spacewatch                          |
| 686470 | 2010 VK254               | 10 novembre 2010  | Mount Lemmon Survey                 |
| 686471 | 2010 VO254               | 8 novembre 2010   | Mount Lemmon Survey                 |
| 686472 | 2010 VP254               | 13 novembre 2010  | Mount Lemmon Survey                 |
| 686473 | 2010 VS254               | 1 novembre 2010   | Mount Lemmon Survey                 |
| 686474 | 2010 VV254               | 2 novembre 2010   | Mount Lemmon Survey                 |
| 686475 | 2010 VX254               | 1 novembre 2010   | Mount Lemmon Survey                 |
| 686476 | 2010 VA255               | 2 novembre 2010   | Mount Lemmon Survey                 |
| 686477 | 2010 VG255               | 10 novembre 2010  | Mount Lemmon Survey                 |
| 686478 | 2010 VF256               | 10 novembre 2010  | Mount Lemmon Survey                 |
| 686479 | 2010 VP256               | 7 novembre 2010   | Mount Lemmon Survey                 |
| 686480 | 2010 VR256               | 8 novembre 2010   | Mount Lemmon Survey                 |
| 686481 | 2010 VX256               | 10 novembre 2010  | Mount Lemmon Survey                 |
| 686482 | 2010 VY256               | 10 novembre 2010  | Mount Lemmon Survey                 |
| 686483 | 2010 VS257               | 13 novembre 2010  | Mount Lemmon Survey                 |
| 686484 | 2010 VB258               | 8 novembre 2010   | Mount Lemmon Survey                 |
| 686485 | 2010 VO259               | 6 novembre 2010   | Spacewatch                          |
| 686486 | 2010 VV259               | 8 novembre 2010   | Spacewatch                          |
| 686487 | 2010 VE260               | 8 novembre 2010   | Mount Lemmon Survey                 |
| 686488 | 2010 VZ261               | 2 novembre 2010   | Mount Lemmon Survey                 |
| 686489 | 2010 VZ262               | 2 novembre 2010   | Mount Lemmon Survey                 |
| 686490 | 2010 VH263               | 2 novembre 2010   | Mount Lemmon Survey                 |
| 686491 | 2010 VR264               | 2 novembre 2010   | Mount Lemmon Survey                 |
| 686492 | 2010 VV264               | 1 novembre 2010   | Spacewatch                          |
| 686493 | 2010 VH265               | 11 novembre 2010  | Mount Lemmon Survey                 |
| 686494 | 2010 VO265               | 8 novembre 2007   | Spacewatch                          |
| 686495 | 2010 VJ267               | 6 novembre 2010   | Mount Lemmon Survey                 |
| 686496 | 2010 VR267               | 6 novembre 2010   | Mount Lemmon Survey                 |
| 686497 | 2010 VS267               | 3 novembre 2010   | Mount Lemmon Survey                 |
| 686498 | 2010 VW267               | 13 novembre 2010  | Mount Lemmon Survey                 |
| 686499 | 2010 VA270               | 17 ottobre 2010   | Mount Lemmon Survey                 |
| 686500 | 2010 VC270               | 10 novembre 2010  | Mount Lemmon Survey                 |

## 686501–686600
| Nome   | Designazione provvisoria | Data di scoperta  | Scopritore          |
| ------ | ------------------------ | ----------------- | ------------------- |
| 686501 | 2010 VZ270               | 6 novembre 2010   | Spacewatch          |
| 686502 | 2010 VJ271               | 3 novembre 2010   | Spacewatch          |
| 686503 | 2010 VN272               | 7 novembre 2010   | Mount Lemmon Survey |
| 686504 | 2010 VY272               | 11 novembre 2010  | Mount Lemmon Survey |
| 686505 | 2010 VK273               | 11 novembre 2010  | Mount Lemmon Survey |
| 686506 | 2010 VP273               | 6 novembre 2010   | Mount Lemmon Survey |
| 686507 | 2010 VB275               | 13 novembre 2010  | Spacewatch          |
| 686508 | 2010 VL276               | 6 novembre 2010   | Spacewatch          |
| 686509 | 2010 VO276               | 11 novembre 2010  | Mount Lemmon Survey |
| 686510 | 2010 VA277               | 2 novembre 2010   | Mount Lemmon Survey |
| 686511 | 2010 VB277               | 3 novembre 2010   | Mount Lemmon Survey |
| 686512 | 2010 VO278               | 8 novembre 2010   | Mount Lemmon Survey |
| 686513 | 2010 VP284               | 15 novembre 2010  | Mount Lemmon Survey |
| 686514 | 2010 VH285               | 14 novembre 2010  | Spacewatch          |
| 686515 | 2010 WN1                 | 14 novembre 2010  | Spacewatch          |
| 686516 | 2010 WN6                 | 3 novembre 2010   | Mount Lemmon Survey |
| 686517 | 2010 WV6                 | 13 novembre 2010  | Spacewatch          |
| 686518 | 2010 WJ9                 | 1 novembre 2010   | Mount Lemmon Survey |
| 686519 | 2010 WD14                | 26 novembre 2010  | Mount Lemmon Survey |
| 686520 | 2010 WV16                | 27 novembre 2010  | Mount Lemmon Survey |
| 686521 | 2010 WZ18                | 12 novembre 2010  | Spacewatch          |
| 686522 | 2010 WE21                | 13 novembre 2010  | Spacewatch          |
| 686523 | 2010 WX22                | 13 novembre 2010  | Mount Lemmon Survey |
| 686524 | 2010 WT30                | 13 novembre 2010  | Spacewatch          |
| 686525 | 2010 WD39                | 27 novembre 2010  | Mount Lemmon Survey |
| 686526 | 2010 WO41                | 27 novembre 2010  | Mount Lemmon Survey |
| 686527 | 2010 WS41                | 14 novembre 2010  | Spacewatch          |
| 686528 | 2010 WQ44                | 30 ottobre 2010   | Mount Lemmon Survey |
| 686529 | 2010 WV45                | 14 novembre 2010  | Spacewatch          |
| 686530 | 2010 WR46                | 27 novembre 2010  | Mount Lemmon Survey |
| 686531 | 2010 WJ54                | 29 ottobre 2010   | Mount Lemmon Survey |
| 686532 | 2010 WL58                | 30 novembre 2010  | Mount Lemmon Survey |
| 686533 | 2010 WC59                | 29 ottobre 2010   | Spacewatch          |
| 686534 | 2010 WV77                | 27 agosto 2014    | Pan-STARRS          |
| 686535 | 2010 WC78                | 25 novembre 2010  | Mount Lemmon Survey |
| 686536 | 2010 WG78                | 25 novembre 2010  | Mount Lemmon Survey |
| 686537 | 2010 WU78                | 26 novembre 2010  | Mount Lemmon Survey |
| 686538 | 2010 WX78                | 25 novembre 2010  | Mount Lemmon Survey |
| 686539 | 2010 WB79                | 27 novembre 2010  | Mount Lemmon Survey |
| 686540 | 2010 WM79                | 27 novembre 2010  | Mount Lemmon Survey |
| 686541 | 2010 XP2                 | 27 novembre 2006  | Spacewatch          |
| 686542 | 2010 XK7                 | 12 novembre 2010  | Mount Lemmon Survey |
| 686543 | 2010 XS8                 | 15 giugno 2009    | SSS                 |
| 686544 | 2010 XN11                | 1 dicembre 2010   | Mount Lemmon Survey |
| 686545 | 2010 XS20                | 5 dicembre 2010   | Mount Lemmon Survey |
| 686546 | 2010 XT22                | 13 ottobre 2010   | Mount Lemmon Survey |
| 686547 | 2010 XC23                | 13 novembre 2010  | Spacewatch          |
| 686548 | 2010 XU26                | 1 dicembre 2010   | Mount Lemmon Survey |
| 686549 | 2010 XM27                | 23 febbraio 2007  | Spacewatch          |
| 686550 | 2010 XE29                | 1 dicembre 2010   | Mount Lemmon Survey |
| 686551 | 2010 XR33                | 2 dicembre 2010   | Mount Lemmon Survey |
| 686552 | 2010 XK41                | 13 novembre 2006  | CSS                 |
| 686553 | 2010 XA47                | 6 dicembre 2010   | Spacewatch          |
| 686554 | 2010 XM52                | 10 dicembre 2010  | Mount Lemmon Survey |
| 686555 | 2010 XM55                | 10 dicembre 2010  | Spacewatch          |
| 686556 | 2010 XC56                | 8 dicembre 2010   | L. Elenin           |
| 686557 | 2010 XM60                | 12 novembre 2010  | Mount Lemmon Survey |
| 686558 | 2010 XD61                | 11 novembre 2010  | Spacewatch          |
| 686559 | 2010 XR62                | 9 dicembre 2010   | Spacewatch          |
| 686560 | 2010 XE63                | 9 dicembre 2010   | Spacewatch          |
| 686561 | 2010 XB65                | 4 maggio 2005     | Spacewatch          |
| 686562 | 2010 XN67                | 3 dicembre 2010   | Mount Lemmon Survey |
| 686563 | 2010 XJ68                | 17 agosto 1999    | Spacewatch          |
| 686564 | 2010 XC69                | 5 dicembre 2010   | Mount Lemmon Survey |
| 686565 | 2010 XQ70                | 14 ottobre 2010   | Mount Lemmon Survey |
| 686566 | 2010 XX81                | 2 dicembre 2010   | Mount Lemmon Survey |
| 686567 | 2010 XA82                | 2 dicembre 2010   | Mount Lemmon Survey |
| 686568 | 2010 XS92                | 6 dicembre 2010   | Mount Lemmon Survey |
| 686569 | 2010 XS95                | 22 marzo 2012     | Mount Lemmon Survey |
| 686570 | 2010 XA96                | 19 novembre 2014  | Pan-STARRS          |
| 686571 | 2010 XQ96                | 2 luglio 2013     | Pan-STARRS          |
| 686572 | 2010 XH97                | 24 giugno 2014    | Pan-STARRS          |
| 686573 | 2010 XS97                | 31 dicembre 2011  | Spacewatch          |
| 686574 | 2010 XK99                | 14 dicembre 2010  | Mount Lemmon Survey |
| 686575 | 2010 XD100               | 2 dicembre 2010   | Mount Lemmon Survey |
| 686576 | 2010 XC101               | 1 dicembre 2010   | Mount Lemmon Survey |
| 686577 | 2010 XH102               | 25 luglio 2017    | Pan-STARRS          |
| 686578 | 2010 XB103               | 10 ottobre 2015   | Pan-STARRS          |
| 686579 | 2010 XC103               | 27 giugno 2014    | Pan-STARRS          |
| 686580 | 2010 XF104               | 17 settembre 2014 | Pan-STARRS          |
| 686581 | 2010 XJ104               | 15 ottobre 2015   | Pan-STARRS          |
| 686582 | 2010 XR105               | 26 luglio 2014    | Pan-STARRS          |
| 686583 | 2010 XW105               | 19 luglio 2015    | Pan-STARRS          |
| 686584 | 2010 XF106               | 23 settembre 2015 | Pan-STARRS          |
| 686585 | 2010 XG106               | 23 settembre 2015 | Pan-STARRS          |
| 686586 | 2010 XL107               | 2 dicembre 2010   | Mount Lemmon Survey |
| 686587 | 2010 XX108               | 3 dicembre 2010   | Mount Lemmon Survey |
| 686588 | 2010 XJ109               | 12 settembre 2001 | Spacewatch          |
| 686589 | 2010 XY111               | 13 dicembre 2010  | Mount Lemmon Survey |
| 686590 | 2010 XL112               | 10 dicembre 2010  | Mount Lemmon Survey |
| 686591 | 2010 XO113               | 3 dicembre 2010   | Mount Lemmon Survey |
| 686592 | 2010 XB114               | 2 dicembre 2010   | Mount Lemmon Survey |
| 686593 | 2010 XO115               | 14 dicembre 2010  | Mount Lemmon Survey |
| 686594 | 2010 XX115               | 14 dicembre 2010  | Mount Lemmon Survey |
| 686595 | 2010 XF116               | 10 gennaio 2007   | Mount Lemmon Survey |
| 686596 | 2010 XG116               | 2 dicembre 2010   | Mount Lemmon Survey |
| 686597 | 2010 XF117               | 4 dicembre 2010   | Mount Lemmon Survey |
| 686598 | 2010 XM118               | 14 dicembre 2010  | Mount Lemmon Survey |
| 686599 | 2010 XC119               | 13 dicembre 2010  | Mount Lemmon Survey |
| 686600 | 2010 XJ119               | 3 dicembre 2010   | Mount Lemmon Survey |

## 686601–686700
| Nome   | Designazione provvisoria | Data di scoperta  | Scopritore                 |
| ------ | ------------------------ | ----------------- | -------------------------- |
| 686601 | 2010 XL119               | 4 dicembre 2010   | Mount Lemmon Survey        |
| 686602 | 2010 XM119               | 13 dicembre 2010  | Mount Lemmon Survey        |
| 686603 | 2010 XY119               | 6 dicembre 2010   | Mount Lemmon Survey        |
| 686604 | 2010 XK120               | 14 dicembre 2010  | Mount Lemmon Survey        |
| 686605 | 2010 XO120               | 2 dicembre 2010   | Mount Lemmon Survey        |
| 686606 | 2010 XV120               | 4 dicembre 2010   | Mount Lemmon Survey        |
| 686607 | 2010 XQ122               | 14 dicembre 2010  | Mount Lemmon Survey        |
| 686608 | 2010 XR122               | 6 dicembre 2010   | Mount Lemmon Survey        |
| 686609 | 2010 XV122               | 14 dicembre 2010  | Mount Lemmon Survey        |
| 686610 | 2010 XZ122               | 9 dicembre 2010   | Spacewatch                 |
| 686611 | 2010 XC123               | 14 dicembre 2010  | Mount Lemmon Survey        |
| 686612 | 2010 YU6                 | 11 ottobre 2015   | Mount Lemmon Survey        |
| 686613 | 2010 YA7                 | 25 dicembre 2010  | Mount Lemmon Survey        |
| 686614 | 2011 AZ1                 | 8 agosto 2005     | Cerro Tololo Obs.          |
| 686615 | 2011 AN2                 | 2 gennaio 2011    | Mount Lemmon Survey        |
| 686616 | 2011 AC11                | 3 gennaio 2011    | Mount Lemmon Survey        |
| 686617 | 2011 AY14                | 8 dicembre 2010   | Mount Lemmon Survey        |
| 686618 | 2011 AZ17                | 8 novembre 2010   | Mount Lemmon Survey        |
| 686619 | 2011 AQ18                | 8 gennaio 2011    | Mount Lemmon Survey        |
| 686620 | 2011 AW22                | 9 marzo 2007      | Spacewatch                 |
| 686621 | 2011 AD31                | 9 gennaio 2011    | Spacewatch                 |
| 686622 | 2011 AP34                | 10 dicembre 2010  | Mount Lemmon Survey        |
| 686623 | 2011 AY34                | 10 dicembre 2010  | Mount Lemmon Survey        |
| 686624 | 2011 AG37                | 8 dicembre 2010   | Mount Lemmon Survey        |
| 686625 | 2011 AX39                | 10 gennaio 2011   | Mount Lemmon Survey        |
| 686626 | 2011 AQ40                | 10 gennaio 2011   | Mount Lemmon Survey        |
| 686627 | 2011 AJ42                | 19 settembre 1998 | SDSS Collaboration         |
| 686628 | 2011 AV44                | 14 ottobre 2001   | SDSS Collaboration         |
| 686629 | 2011 AN48                | 5 dicembre 2010   | Mount Lemmon Survey        |
| 686630 | 2011 AW48                | 16 ottobre 2003   | Spacewatch                 |
| 686631 | 2011 AX49                | 13 gennaio 2011   | Mount Lemmon Survey        |
| 686632 | 2011 AK51                | 10 dicembre 2010  | Mount Lemmon Survey        |
| 686633 | 2011 AB57                | 10 gennaio 2011   | Mount Lemmon Survey        |
| 686634 | 2011 AX58                | 15 novembre 2010  | Mount Lemmon Survey        |
| 686635 | 2011 AS59                | 12 gennaio 2011   | Mount Lemmon Survey        |
| 686636 | 2011 AD62                | 6 febbraio 2003   | Spacewatch                 |
| 686637 | 2011 AH63                | 13 gennaio 2011   | Spacewatch                 |
| 686638 | 2011 AY64                | 3 gennaio 2011    | Mount Lemmon Survey        |
| 686639 | 2011 AT68                | 4 febbraio 2006   | Spacewatch                 |
| 686640 | 2011 AS69                | 9 febbraio 2005   | Spacewatch                 |
| 686641 | 2011 AH71                | 1 dicembre 2005   | L. H. Wasserman, R. Millis |
| 686642 | 2011 AG78                | 3 gennaio 2011    | Mount Lemmon Survey        |
| 686643 | 2011 AN78                | 12 gennaio 2011   | Spacewatch                 |
| 686644 | 2011 AO81                | 2 gennaio 2011    | Mount Lemmon Survey        |
| 686645 | 2011 AR81                | 3 gennaio 2011    | Z. Kuli, K. Sárneczky      |
| 686646 | 2011 AT81                | 30 gennaio 2006   | Spacewatch                 |
| 686647 | 2011 AL84                | 14 agosto 2013    | Pan-STARRS                 |
| 686648 | 2011 AY84                | 25 agosto 2014    | Pan-STARRS                 |
| 686649 | 2011 AE85                | 15 settembre 2013 | Mount Lemmon Survey        |
| 686650 | 2011 AA86                | 18 novembre 2015  | Pan-STARRS                 |
| 686651 | 2011 AF86                | 24 giugno 2014    | Pan-STARRS                 |
| 686652 | 2011 AB87                | 23 settembre 2015 | Pan-STARRS                 |
| 686653 | 2011 AT90                | 24 giugno 2014    | Pan-STARRS                 |
| 686654 | 2011 AJ91                | 8 gennaio 2011    | Mount Lemmon Survey        |
| 686655 | 2011 AV92                | 11 gennaio 2011   | Mount Lemmon Survey        |
| 686656 | 2011 AV94                | 13 gennaio 2011   | Mount Lemmon Survey        |
| 686657 | 2011 AP96                | 12 gennaio 2011   | Mount Lemmon Survey        |
| 686658 | 2011 AY96                | 13 gennaio 2011   | Mount Lemmon Survey        |
| 686659 | 2011 AF98                | 3 gennaio 2011    | Mount Lemmon Survey        |
| 686660 | 2011 AL98                | 2 gennaio 2011    | Mount Lemmon Survey        |
| 686661 | 2011 AW98                | 13 gennaio 2011   | Mount Lemmon Survey        |
| 686662 | 2011 AY98                | 14 gennaio 2011   | Mount Lemmon Survey        |
| 686663 | 2011 AG99                | 8 gennaio 2011    | Mount Lemmon Survey        |
| 686664 | 2011 AZ99                | 11 gennaio 2011   | Spacewatch                 |
| 686665 | 2011 AH104               | 8 gennaio 2011    | Mount Lemmon Survey        |
| 686666 | 2011 AJ104               | 2 gennaio 2011    | Mount Lemmon Survey        |
| 686667 | 2011 AQ105               | 27 ottobre 2009   | Mount Lemmon Survey        |
| 686668 | 2011 BV9                 | 1 dicembre 2005   | L. H. Wasserman, R. Millis |
| 686669 | 2011 BR11                | 24 gennaio 2011   | K. Levin                   |
| 686670 | 2011 BB18                | 29 ottobre 2005   | Spacewatch                 |
| 686671 | 2011 BV21                | 23 febbraio 2007  | Mount Lemmon Survey        |
| 686672 | 2011 BW25                | 23 gennaio 2011   | Mount Lemmon Survey        |
| 686673 | 2011 BU26                | 5 dicembre 2010   | Mount Lemmon Survey        |
| 686674 | 2011 BY30                | 26 gennaio 2011   | Mount Lemmon Survey        |
| 686675 | 2011 BY32                | 27 gennaio 2011   | Mount Lemmon Survey        |
| 686676 | 2011 BE34                | 27 gennaio 2011   | Spacewatch                 |
| 686677 | 2011 BZ34                | 16 marzo 2007     | Mount Lemmon Survey        |
| 686678 | 2011 BR35                | 10 marzo 2007     | Mount Lemmon Survey        |
| 686679 | 2011 BT35                | 28 gennaio 2011   | Mount Lemmon Survey        |
| 686680 | 2011 BG36                | 29 luglio 2008    | Mount Lemmon Survey        |
| 686681 | 2011 BO38                | 25 gennaio 2007   | Spacewatch                 |
| 686682 | 2011 BX40                | 29 gennaio 2011   | W. Bickel                  |
| 686683 | 2011 BQ41                | 30 gennaio 2011   | Z. Kuli, K. Sárneczky      |
| 686684 | 2011 BS41                | 30 gennaio 2011   | Z. Kuli, K. Sárneczky      |
| 686685 | 2011 BU41                | 30 gennaio 2011   | Z. Kuli, K. Sárneczky      |
| 686686 | 2011 BV41                | 24 febbraio 2006  | Mount Lemmon Survey        |
| 686687 | 2011 BD42                | 30 gennaio 2011   | Z. Kuli, K. Sárneczky      |
| 686688 | 2011 BW42                | 30 gennaio 2011   | Z. Kuli, K. Sárneczky      |
| 686689 | 2011 BH43                | 30 gennaio 2011   | Z. Kuli, K. Sárneczky      |
| 686690 | 2011 BB46                | 31 gennaio 2011   | Z. Kuli, K. Sárneczky      |
| 686691 | 2011 BB47                | 30 giugno 2019    | Pan-STARRS                 |
| 686692 | 2011 BG47                | 31 gennaio 2011   | Z. Kuli, K. Sárneczky      |
| 686693 | 2011 BJ47                | 31 gennaio 2011   | Z. Kuli, K. Sárneczky      |
| 686694 | 2011 BQ48                | 27 dicembre 2006  | Mount Lemmon Survey        |
| 686695 | 2011 BY49                | 31 gennaio 2011   | Z. Kuli, K. Sárneczky      |
| 686696 | 2011 BK55                | 29 settembre 2009 | Mount Lemmon Survey        |
| 686697 | 2011 BX64                | 29 gennaio 2011   | Mount Lemmon Survey        |
| 686698 | 2011 BZ64                | 15 ottobre 2009   | Mount Lemmon Survey        |
| 686699 | 2011 BO65                | 1 febbraio 2011   | Z. Kuli, K. Sárneczky      |
| 686700 | 2011 BX68                | 17 gennaio 2004   | NEAT                       |

## 686701–686800
| Nome   | Designazione provvisoria | Data di scoperta  | Scopritore                 |
| ------ | ------------------------ | ----------------- | -------------------------- |
| 686701 | 2011 BB70                | 29 gennaio 2011   | Mount Lemmon Survey        |
| 686702 | 2011 BY72                | 18 aprile 2007    | Mount Lemmon Survey        |
| 686703 | 2011 BV77                | 7 ottobre 2010    | CSS                        |
| 686704 | 2011 BL83                | 27 settembre 2003 | Spacewatch                 |
| 686705 | 2011 BQ87                | 27 gennaio 2011   | Mount Lemmon Survey        |
| 686706 | 2011 BL88                | 1 dicembre 2005   | L. H. Wasserman, R. Millis |
| 686707 | 2011 BA89                | 26 febbraio 2004  | M. W. Buie, D. E. Trilling |
| 686708 | 2011 BB90                | 13 gennaio 2011   | Spacewatch                 |
| 686709 | 2011 BV90                | 23 gennaio 2006   | Mount Lemmon Survey        |
| 686710 | 2011 BT93                | 28 gennaio 2011   | Mount Lemmon Survey        |
| 686711 | 2011 BZ93                | 29 gennaio 2011   | Spacewatch                 |
| 686712 | 2011 BJ99                | 1 ottobre 2008    | Mount Lemmon Survey        |
| 686713 | 2011 BV100               | 6 marzo 2011      | Mount Lemmon Survey        |
| 686714 | 2011 BX100               | 7 febbraio 2011   | Spacewatch                 |
| 686715 | 2011 BG104               | 25 agosto 2004    | Spacewatch                 |
| 686716 | 2011 BQ104               | 30 settembre 2005 | Osservatorio di Mauna Kea  |
| 686717 | 2011 BQ105               | 9 settembre 2008  | Mount Lemmon Survey        |
| 686718 | 2011 BU107               | 14 ottobre 2009   | Mount Lemmon Survey        |
| 686719 | 2011 BW110               | 30 luglio 2014    | Pan-STARRS                 |
| 686720 | 2011 BV116               | 25 gennaio 2011   | Mount Lemmon Survey        |
| 686721 | 2011 BB117               | 25 aprile 2007    | Spacewatch                 |
| 686722 | 2011 BU121               | 9 febbraio 2011   | Mount Lemmon Survey        |
| 686723 | 2011 BY125               | 27 gennaio 2011   | Mount Lemmon Survey        |
| 686724 | 2011 BG129               | 19 settembre 2009 | Mount Lemmon Survey        |
| 686725 | 2011 BA130               | 28 gennaio 2011   | Mount Lemmon Survey        |
| 686726 | 2011 BR133               | 29 gennaio 2011   | Mount Lemmon Survey        |
| 686727 | 2011 BZ140               | 29 gennaio 2011   | Mount Lemmon Survey        |
| 686728 | 2011 BR141               | 29 gennaio 2011   | Mount Lemmon Survey        |
| 686729 | 2011 BR146               | 29 gennaio 2011   | Mount Lemmon Survey        |
| 686730 | 2011 BY146               | 21 ottobre 2006   | Mount Lemmon Survey        |
| 686731 | 2011 BT147               | 29 gennaio 2011   | Mount Lemmon Survey        |
| 686732 | 2011 BX149               | 29 gennaio 2011   | Mount Lemmon Survey        |
| 686733 | 2011 BT153               | 26 settembre 2003 | SDSS Collaboration         |
| 686734 | 2011 BU153               | 2 febbraio 2011   | Spacewatch                 |
| 686735 | 2011 BB154               | 26 settembre 2003 | SDSS Collaboration         |
| 686736 | 2011 BP155               | 28 gennaio 2011   | Mount Lemmon Survey        |
| 686737 | 2011 BB157               | 28 gennaio 2011   | Mount Lemmon Survey        |
| 686738 | 2011 BP157               | 29 gennaio 2011   | Mount Lemmon Survey        |
| 686739 | 2011 BS158               | 30 luglio 2008    | Mount Lemmon Survey        |
| 686740 | 2011 BU165               | 25 febbraio 2011  | Mount Lemmon Survey        |
| 686741 | 2011 BV165               | 10 aprile 2003    | Spacewatch                 |
| 686742 | 2011 BF166               | 15 marzo 2004     | Spacewatch                 |
| 686743 | 2011 BX167               | 12 febbraio 2011  | Mount Lemmon Survey        |
| 686744 | 2011 BM169               | 9 febbraio 2011   | Mount Lemmon Survey        |
| 686745 | 2011 BN169               | 10 febbraio 2011  | Mount Lemmon Survey        |
| 686746 | 2011 BC171               | 12 febbraio 2011  | Mount Lemmon Survey        |
| 686747 | 2011 BF171               | 23 gennaio 2011   | Mount Lemmon Survey        |
| 686748 | 2011 BX171               | 30 gennaio 2011   | Mount Lemmon Survey        |
| 686749 | 2011 BK172               | 16 luglio 2013    | Pan-STARRS                 |
| 686750 | 2011 BQ172               | 2 settembre 2014  | Pan-STARRS                 |
| 686751 | 2011 BL173               | 25 luglio 2014    | Pan-STARRS                 |
| 686752 | 2011 BT173               | 29 luglio 2014    | Pan-STARRS                 |
| 686753 | 2011 BL174               | 8 marzo 2011      | Mount Lemmon Survey        |
| 686754 | 2011 BU174               | 28 ottobre 2014   | Pan-STARRS                 |
| 686755 | 2011 BC175               | 5 febbraio 2011   | Pan-STARRS                 |
| 686756 | 2011 BQ181               | 16 gennaio 2011   | Mount Lemmon Survey        |
| 686757 | 2011 BD183               | 27 gennaio 2011   | Mount Lemmon Survey        |
| 686758 | 2011 BC185               | 5 febbraio 2011   | Pan-STARRS                 |
| 686759 | 2011 BD185               | 28 gennaio 2011   | Mount Lemmon Survey        |
| 686760 | 2011 BM187               | 11 febbraio 2011  | Mount Lemmon Survey        |
| 686761 | 2011 BW187               | 13 febbraio 2011  | Mount Lemmon Survey        |
| 686762 | 2011 BX187               | 28 agosto 2014    | Pan-STARRS                 |
| 686763 | 2011 BA188               | 29 agosto 2014    | Mount Lemmon Survey        |
| 686764 | 2011 BB189               | 1 ottobre 2014    | Pan-STARRS                 |
| 686765 | 2011 BR189               | 11 febbraio 2011  | Mount Lemmon Survey        |
| 686766 | 2011 BD191               | 7 febbraio 2011   | Mount Lemmon Survey        |
| 686767 | 2011 BA194               | 30 gennaio 2011   | Spacewatch                 |
| 686768 | 2011 BE194               | 28 gennaio 2011   | Mount Lemmon Survey        |
| 686769 | 2011 BW194               | 30 gennaio 2011   | Pan-STARRS                 |
| 686770 | 2011 BU195               | 29 gennaio 2011   | Mount Lemmon Survey        |
| 686771 | 2011 BY195               | 28 gennaio 2011   | Mount Lemmon Survey        |
| 686772 | 2011 BT196               | 27 gennaio 2011   | Mount Lemmon Survey        |
| 686773 | 2011 BY197               | 23 gennaio 2011   | Mount Lemmon Survey        |
| 686774 | 2011 BD201               | 29 gennaio 2011   | Mount Lemmon Survey        |
| 686775 | 2011 BA204               | 30 gennaio 2011   | Mount Lemmon Survey        |
| 686776 | 2011 BV208               | 29 gennaio 2011   | Spacewatch                 |
| 686777 | 2011 CU                  | 2 febbraio 2011   | Z. Kuli, K. Sárneczky      |
| 686778 | 2011 CJ19                | 3 dicembre 2010   | Mount Lemmon Survey        |
| 686779 | 2011 CH24                | 1 febbraio 2011   | Z. Kuli, K. Sárneczky      |
| 686780 | 2011 CQ30                | 20 settembre 2003 | Spacewatch                 |
| 686781 | 2011 CK31                | 28 gennaio 2006   | Mount Lemmon Survey        |
| 686782 | 2011 CA38                | 5 febbraio 2011   | Mount Lemmon Survey        |
| 686783 | 2011 CL44                | 30 gennaio 2011   | Mount Lemmon Survey        |
| 686784 | 2011 CW45                | 8 febbraio 2011   | Mount Lemmon Survey        |
| 686785 | 2011 CL48                | 10 ottobre 2004   | Spacewatch                 |
| 686786 | 2011 CN49                | 8 febbraio 2011   | Mount Lemmon Survey        |
| 686787 | 2011 CA55                | 20 agosto 2004    | Spacewatch                 |
| 686788 | 2011 CA58                | 8 febbraio 2011   | Mount Lemmon Survey        |
| 686789 | 2011 CB60                | 1 ottobre 2003    | Spacewatch                 |
| 686790 | 2011 CS61                | 8 febbraio 2011   | Mount Lemmon Survey        |
| 686791 | 2011 CZ62                | 26 febbraio 2007  | Mount Lemmon Survey        |
| 686792 | 2011 CL64                | 29 settembre 2009 | Mount Lemmon Survey        |
| 686793 | 2011 CM74                | 11 marzo 2007     | Spacewatch                 |
| 686794 | 2011 CG77                | 3 febbraio 2011   | Z. Kuli, K. Sárneczky      |
| 686795 | 2011 CC85                | 7 settembre 2008  | Mount Lemmon Survey        |
| 686796 | 2011 CG85                | 12 febbraio 2011  | Mount Lemmon Survey        |
| 686797 | 2011 CJ91                | 17 novembre 2001  | Spacewatch                 |
| 686798 | 2011 CQ96                | 5 febbraio 2011   | Pan-STARRS                 |
| 686799 | 2011 CS98                | 5 febbraio 2011   | Pan-STARRS                 |
| 686800 | 2011 CX98                | 2 giugno 2008     | Mount Lemmon Survey        |

## 686801–686900
| Nome   | Designazione provvisoria | Data di scoperta  | Scopritore              |
| ------ | ------------------------ | ----------------- | ----------------------- |
| 686801 | 2011 CX101               | 25 novembre 2009  | Spacewatch              |
| 686802 | 2011 CJ103               | 10 febbraio 2011  | Mount Lemmon Survey     |
| 686803 | 2011 CY109               | 6 marzo 2011      | Mount Lemmon Survey     |
| 686804 | 2011 CD110               | 6 settembre 2008  | Mount Lemmon Survey     |
| 686805 | 2011 CK111               | 28 settembre 2003 | Spacewatch              |
| 686806 | 2011 CC114               | 10 ottobre 2008   | Mount Lemmon Survey     |
| 686807 | 2011 CP119               | 22 aprile 2007    | Spacewatch              |
| 686808 | 2011 CS121               | 11 febbraio 2000  | Spacewatch              |
| 686809 | 2011 CL125               | 12 febbraio 2011  | Mount Lemmon Survey     |
| 686810 | 2011 CT125               | 10 febbraio 2011  | Mount Lemmon Survey     |
| 686811 | 2011 CB127               | 22 aprile 2012    | Spacewatch              |
| 686812 | 2011 CL132               | 5 febbraio 2011   | Pan-STARRS              |
| 686813 | 2011 CU132               | 12 febbraio 2011  | Mount Lemmon Survey     |
| 686814 | 2011 CT134               | 5 febbraio 2011   | Mount Lemmon Survey     |
| 686815 | 2011 CH137               | 10 febbraio 2011  | Mount Lemmon Survey     |
| 686816 | 2011 CW141               | 8 dicembre 2015   | Pan-STARRS              |
| 686817 | 2011 CM142               | 5 febbraio 2011   | Mount Lemmon Survey     |
| 686818 | 2011 CC149               | 8 febbraio 2011   | Mount Lemmon Survey     |
| 686819 | 2011 CL149               | 10 febbraio 2011  | Mount Lemmon Survey     |
| 686820 | 2011 CQ152               | 14 ottobre 2009   | Mount Lemmon Survey     |
| 686821 | 2011 CB154               | 21 febbraio 2007  | Spacewatch              |
| 686822 | 2011 CK154               | 8 luglio 2016     | Pan-STARRS              |
| 686823 | 2011 CN154               | 9 febbraio 2011   | Mount Lemmon Survey     |
| 686824 | 2011 DJ2                 | 19 settembre 2003 | Spacewatch              |
| 686825 | 2011 DG9                 | 2 settembre 2000  | Spacewatch              |
| 686826 | 2011 DJ9                 | 23 settembre 2008 | Spacewatch              |
| 686827 | 2011 DP16                | 24 ottobre 2003   | SDSS Collaboration      |
| 686828 | 2011 DP17                | 26 febbraio 2011  | Mount Lemmon Survey     |
| 686829 | 2011 DK21                | 22 ottobre 2003   | SDSS Collaboration      |
| 686830 | 2011 DL23                | 26 febbraio 2011  | Spacewatch              |
| 686831 | 2011 DK26                | 25 febbraio 2011  | Mount Lemmon Survey     |
| 686832 | 2011 DX26                | 25 febbraio 2011  | Mount Lemmon Survey     |
| 686833 | 2011 DF28                | 10 febbraio 2011  | Mount Lemmon Survey     |
| 686834 | 2011 DM31                | 16 marzo 2007     | Spacewatch              |
| 686835 | 2011 DB33                | 25 febbraio 2011  | Mount Lemmon Survey     |
| 686836 | 2011 DJ33                | 25 febbraio 2011  | Mount Lemmon Survey     |
| 686837 | 2011 DT35                | 25 febbraio 2011  | Mount Lemmon Survey     |
| 686838 | 2011 DP44                | 26 febbraio 2011  | Mount Lemmon Survey     |
| 686839 | 2011 DM45                | 26 febbraio 2011  | Mount Lemmon Survey     |
| 686840 | 2011 DT45                | 22 ottobre 2009   | Mount Lemmon Survey     |
| 686841 | 2011 DV48                | 17 gennaio 2007   | Spacewatch              |
| 686842 | 2011 DA53                | 25 febbraio 2011  | Mount Lemmon Survey     |
| 686843 | 2011 DL55                | 22 febbraio 2011  | Spacewatch              |
| 686844 | 2011 DD57                | 25 febbraio 2011  | Mount Lemmon Survey     |
| 686845 | 2011 DH58                | 23 febbraio 2011  | Spacewatch              |
| 686846 | 2011 ED4                 | 1 marzo 2011      | Mount Lemmon Survey     |
| 686847 | 2011 ED19                | 30 luglio 2008    | Mount Lemmon Survey     |
| 686848 | 2011 EZ20                | 18 settembre 2003 | Spacewatch              |
| 686849 | 2011 EX22                | 4 marzo 2011      | Mount Lemmon Survey     |
| 686850 | 2011 EC32                | 28 gennaio 2011   | Spacewatch              |
| 686851 | 2011 EG32                | 4 marzo 2011      | Mount Lemmon Survey     |
| 686852 | 2011 EU33                | 23 febbraio 2011  | Spacewatch              |
| 686853 | 2011 EJ34                | 21 novembre 2017  | Mount Lemmon Survey     |
| 686854 | 2011 EE36                | 2 giugno 2003     | M. W. Buie, K. J. Meech |
| 686855 | 2011 ER37                | 6 marzo 2011      | Spacewatch              |
| 686856 | 2011 EY38                | 2 marzo 2011      | Spacewatch              |
| 686857 | 2011 EP41                | 9 febbraio 2005   | Mount Lemmon Survey     |
| 686858 | 2011 EN48                | 10 marzo 2011     | Mount Lemmon Survey     |
| 686859 | 2011 EV48                | 10 marzo 2011     | Mount Lemmon Survey     |
| 686860 | 2011 EU58                | 12 marzo 2011     | Mount Lemmon Survey     |
| 686861 | 2011 EC61                | 12 marzo 2011     | Mount Lemmon Survey     |
| 686862 | 2011 ET64                | 28 gennaio 2007   | Mount Lemmon Survey     |
| 686863 | 2011 EV65                | 10 marzo 2011     | Spacewatch              |
| 686864 | 2011 EX72                | 11 marzo 2011     | Spacewatch              |
| 686865 | 2011 EV90                | 14 marzo 2011     | Mount Lemmon Survey     |
| 686866 | 2011 EF91                | 3 ottobre 2013    | CSS                     |
| 686867 | 2011 ER92                | 19 settembre 2008 | Spacewatch              |
| 686868 | 2011 EQ93                | 15 gennaio 2015   | Pan-STARRS              |
| 686869 | 2011 EH96                | 25 gennaio 2015   | Pan-STARRS              |
| 686870 | 2011 ET98                | 14 gennaio 2015   | Pan-STARRS              |
| 686871 | 2011 EE100               | 4 aprile 1998     | Spacewatch              |
| 686872 | 2011 ET101               | 10 marzo 2011     | Spacewatch              |
| 686873 | 2011 ED104               | 2 marzo 2011      | Mount Lemmon Survey     |
| 686874 | 2011 EV109               | 2 marzo 2011      | Mount Lemmon Survey     |
| 686875 | 2011 EO110               | 14 marzo 2011     | Mount Lemmon Survey     |
| 686876 | 2011 EL112               | 9 marzo 2011      | Mount Lemmon Survey     |
| 686877 | 2011 EP114               | 2 marzo 2011      | Mount Lemmon Survey     |
| 686878 | 2011 FP                  | 22 marzo 2011     | W. Bickel               |
| 686879 | 2011 FM1                 | 24 marzo 2011     | I. Robbins              |
| 686880 | 2011 FT8                 | 26 ottobre 2009   | Mount Lemmon Survey     |
| 686881 | 2011 FU8                 | 26 marzo 2011     | Mount Lemmon Survey     |
| 686882 | 2011 FC9                 | 27 marzo 2011     | Mount Lemmon Survey     |
| 686883 | 2011 FA10                | 15 dicembre 2004  | Spacewatch              |
| 686884 | 2011 FZ14                | 28 marzo 2011     | Mount Lemmon Survey     |
| 686885 | 2011 FX15                | 14 luglio 2004    | SSS                     |
| 686886 | 2011 FY21                | 26 marzo 2011     | Mount Lemmon Survey     |
| 686887 | 2011 FU28                | 11 settembre 2004 | Spacewatch              |
| 686888 | 2011 FU38                | 30 marzo 2011     | Mount Lemmon Survey     |
| 686889 | 2011 FP39                | 20 aprile 2007    | Spacewatch              |
| 686890 | 2011 FR40                | 2 marzo 2011      | Mount Lemmon Survey     |
| 686891 | 2011 FW42                | 25 aprile 2007    | Spacewatch              |
| 686892 | 2011 FS49                | 30 marzo 2011     | Mount Lemmon Survey     |
| 686893 | 2011 FL50                | 5 aprile 2003     | Spacewatch              |
| 686894 | 2011 FR50                | 6 ottobre 2008    | Spacewatch              |
| 686895 | 2011 FW52                | 11 settembre 2002 | NEAT                    |
| 686896 | 2011 FB54                | 28 marzo 2011     | Z. Kuli, K. Sárneczky   |
| 686897 | 2011 FT57                | 11 marzo 2011     | Spacewatch              |
| 686898 | 2011 FJ58                | 30 marzo 2011     | Mount Lemmon Survey     |
| 686899 | 2011 FK58                | 20 ottobre 2008   | Mount Lemmon Survey     |
| 686900 | 2011 FU60                | 19 agosto 2001    | Cerro Tololo Obs.       |

## 686901–687000
| Nome   | Designazione provvisoria | Data di scoperta  | Scopritore                   |
| ------ | ------------------------ | ----------------- | ---------------------------- |
| 686901 | 2011 FB64                | 22 settembre 2008 | Mount Lemmon Survey          |
| 686902 | 2011 FF65                | 11 marzo 2011     | Spacewatch                   |
| 686903 | 2011 FQ69                | 14 marzo 2011     | Mount Lemmon Survey          |
| 686904 | 2011 FU72                | 21 novembre 2003  | Spacewatch                   |
| 686905 | 2011 FG73                | 4 marzo 2011      | Spacewatch                   |
| 686906 | 2011 FO74                | 9 marzo 2007      | Mount Lemmon Survey          |
| 686907 | 2011 FM75                | 25 settembre 2009 | Spacewatch                   |
| 686908 | 2011 FO75                | 23 febbraio 2007  | Mount Lemmon Survey          |
| 686909 | 2011 FL79                | 30 aprile 2003    | Spacewatch                   |
| 686910 | 2011 FB83                | 30 marzo 2011     | Mount Lemmon Survey          |
| 686911 | 2011 FY83                | 29 maggio 2000    | Spacewatch                   |
| 686912 | 2011 FV84                | 15 aprile 2007    | Spacewatch                   |
| 686913 | 2011 FV88                | 25 marzo 2011     | Pan-STARRS                   |
| 686914 | 2011 FA90                | 27 marzo 2011     | Mount Lemmon Survey          |
| 686915 | 2011 FZ92                | 9 settembre 2008  | Mount Lemmon Survey          |
| 686916 | 2011 FO95                | 29 marzo 2011     | Mount Lemmon Survey          |
| 686917 | 2011 FT95                | 29 marzo 2011     | Mount Lemmon Survey          |
| 686918 | 2011 FN96                | 29 marzo 2011     | Mount Lemmon Survey          |
| 686919 | 2011 FS97                | 29 marzo 2011     | Mount Lemmon Survey          |
| 686920 | 2011 FP98                | 22 ottobre 2009   | Mount Lemmon Survey          |
| 686921 | 2011 FB100               | 25 maggio 2006    | Spacewatch                   |
| 686922 | 2011 FT104               | 2 aprile 2011     | Mount Lemmon Survey          |
| 686923 | 2011 FG105               | 21 aprile 2006    | Spacewatch                   |
| 686924 | 2011 FW107               | 5 aprile 2011     | Mount Lemmon Survey          |
| 686925 | 2011 FG110               | 19 aprile 2006    | Mount Lemmon Survey          |
| 686926 | 2011 FT112               | 6 novembre 2008   | Mount Lemmon Survey          |
| 686927 | 2011 FN115               | 2 aprile 2011     | Mount Lemmon Survey          |
| 686928 | 2011 FY123               | 9 novembre 2013   | Pan-STARRS                   |
| 686929 | 2011 FZ126               | 12 dicembre 2006  | Mount Lemmon Survey          |
| 686930 | 2011 FR129               | 5 aprile 2011     | Mount Lemmon Survey          |
| 686931 | 2011 FT130               | 2 marzo 2011      | Mount Lemmon Survey          |
| 686932 | 2011 FE131               | 29 marzo 2011     | Mount Lemmon Survey          |
| 686933 | 2011 FP131               | 5 aprile 2011     | Mount Lemmon Survey          |
| 686934 | 2011 FP139               | 6 settembre 2008  | Mount Lemmon Survey          |
| 686935 | 2011 FP149               | 25 febbraio 2011  | Spacewatch                   |
| 686936 | 2011 FY154               | 29 marzo 2011     | CSS                          |
| 686937 | 2011 FD160               | 28 agosto 2013    | Mount Lemmon Survey          |
| 686938 | 2011 FK161               | 15 gennaio 2015   | Pan-STARRS                   |
| 686939 | 2011 FW162               | 5 aprile 2011     | CSS                          |
| 686940 | 2011 FV164               | 27 febbraio 2015  | Mount Lemmon Survey          |
| 686941 | 2011 FJ168               | 28 marzo 2011     | T. V. Kryachko, B. Satovskij |
| 686942 | 2011 FV170               | 27 marzo 2011     | Mount Lemmon Survey          |
| 686943 | 2011 FA171               | 26 marzo 2011     | Spacewatch                   |
| 686944 | 2011 FX171               | 26 marzo 2011     | Mount Lemmon Survey          |
| 686945 | 2011 GJ2                 | 26 gennaio 1998   | Spacewatch                   |
| 686946 | 2011 GS2                 | 27 marzo 2011     | Mount Lemmon Survey          |
| 686947 | 2011 GM3                 | 15 marzo 2007     | Mount Lemmon Survey          |
| 686948 | 2011 GS3                 | 27 marzo 2011     | Mount Lemmon Survey          |
| 686949 | 2011 GV4                 | 1 aprile 2011     | Mount Lemmon Survey          |
| 686950 | 2011 GZ12                | 1 aprile 2011     | Mount Lemmon Survey          |
| 686951 | 2011 GS13                | 1 aprile 2011     | Mount Lemmon Survey          |
| 686952 | 2011 GO15                | 11 settembre 2007 | Spacewatch                   |
| 686953 | 2011 GW15                | 1 aprile 2011     | Mount Lemmon Survey          |
| 686954 | 2011 GR16                | 14 settembre 2007 | Mount Lemmon Survey          |
| 686955 | 2011 GV16                | 29 settembre 2008 | Spacewatch                   |
| 686956 | 2011 GX16                | 14 settembre 2002 | NEAT                         |
| 686957 | 2011 GO17                | 3 settembre 2008  | Spacewatch                   |
| 686958 | 2011 GL19                | 6 novembre 2005   | Spacewatch                   |
| 686959 | 2011 GH22                | 4 febbraio 2005   | Mount Lemmon Survey          |
| 686960 | 2011 GT29                | 1 aprile 2011     | Spacewatch                   |
| 686961 | 2011 GD33                | 3 aprile 2011     | Pan-STARRS                   |
| 686962 | 2011 GG35                | 15 aprile 2007    | Spacewatch                   |
| 686963 | 2011 GJ42                | 25 settembre 2008 | Spacewatch                   |
| 686964 | 2011 GM44                | 5 aprile 2011     | SSS                          |
| 686965 | 2011 GQ45                | 5 aprile 2011     | Mount Lemmon Survey          |
| 686966 | 2011 GE49                | 3 aprile 2011     | Pan-STARRS                   |
| 686967 | 2011 GD50                | 4 marzo 2011      | Spacewatch                   |
| 686968 | 2011 GT52                | 14 marzo 2011     | Spacewatch                   |
| 686969 | 2011 GA54                | 5 aprile 2011     | Mount Lemmon Survey          |
| 686970 | 2011 GK60                | 19 aprile 2007    | Spacewatch                   |
| 686971 | 2011 GJ68                | 12 maggio 2007    | Spacewatch                   |
| 686972 | 2011 GJ71                | 1 aprile 2011     | Mount Lemmon Survey          |
| 686973 | 2011 GO71                | 15 aprile 2011    | Pan-STARRS                   |
| 686974 | 2011 GB74                | 13 aprile 2011    | Mount Lemmon Survey          |
| 686975 | 2011 GH76                | 14 aprile 2011    | Mount Lemmon Survey          |
| 686976 | 2011 GC77                | 6 aprile 2011     | Spacewatch                   |
| 686977 | 2011 GE87                | 1 aprile 2011     | Spacewatch                   |
| 686978 | 2011 GR89                | 3 aprile 2011     | Pan-STARRS                   |
| 686979 | 2011 GR90                | 6 settembre 2004  | NEAT                         |
| 686980 | 2011 GO91                | 23 gennaio 2014   | CSS                          |
| 686981 | 2011 GC92                | 12 aprile 2011    | Mount Lemmon Survey          |
| 686982 | 2011 GQ92                | 1 novembre 2013   | Pan-STARRS                   |
| 686983 | 2011 GU92                | 28 novembre 2013  | Spacewatch                   |
| 686984 | 2011 GD93                | 12 aprile 2011    | Mount Lemmon Survey          |
| 686985 | 2011 GH93                | 8 giugno 2016     | Mount Lemmon Survey          |
| 686986 | 2011 GP93                | 28 novembre 2013  | Mount Lemmon Survey          |
| 686987 | 2011 GA94                | 16 agosto 2012    | SSS                          |
| 686988 | 2011 GZ94                | 12 gennaio 2016   | Spacewatch                   |
| 686989 | 2011 GQ96                | 5 aprile 2011     | Spacewatch                   |
| 686990 | 2011 GS96                | 17 gennaio 2016   | Pan-STARRS                   |
| 686991 | 2011 GG97                | 16 gennaio 2015   | Pan-STARRS                   |
| 686992 | 2011 GE98                | 24 agosto 2016    | Spacewatch                   |
| 686993 | 2011 GF98                | 18 maggio 2015    | Pan-STARRS                   |
| 686994 | 2011 GJ98                | 6 aprile 2011     | Mount Lemmon Survey          |
| 686995 | 2011 GF100               | 14 aprile 2011    | Mount Lemmon Survey          |
| 686996 | 2011 GW100               | 2 aprile 2011     | Pan-STARRS                   |
| 686997 | 2011 GZ101               | 1 aprile 2011     | Spacewatch                   |
| 686998 | 2011 GP102               | 5 aprile 2011     | Mount Lemmon Survey          |
| 686999 | 2011 GN103               | 3 aprile 2011     | Pan-STARRS                   |
| 687000 | 2011 GQ104               | 1 aprile 2011     | Spacewatch                   |